# Kyōso tanjō
Kyōso tanjō (japanska: 教祖誕生?) (engelsk titel: Many Happy Returns), är en japansk dramakomedifilm från 1993 regisserad av Toshihiro Tenma. Filmen är baserad på romanen Kyōso tanjō skriven av Takeshi Kitano som även medverkar i en filmroll.

## Handling
Kazuo Takayama bevittnar hur en nyreligiös rörelse anordnar ett rekryteringsmöte på allmän plats där sektledaren låtsas hela en av medlemmarna som är utplacerad i publiken. Trots att Kazuo genomskådar sektens trick så blir han fascinerad och bestämmer sig för att följa med dem när de reser runt och håller möten. Bakom scenerna styrs och kontrolleras sekten och dess andlige ledare med en järnhand av sektledarens assistent Daisuke Shiba. När sektledaren börjar bli för självständig bestämmer Daisuke och hans hejduk Gō att Kazuo ska bli sektens nya andliga ledare. Sekten splittras i två grupper där den ena är mer fokuserad på andlighet och den andra som använder religionen för att tjäna pengar. Kazuo börjar leva sig in i rollen som sektledare och börjar tro att han faktiskt besitter gudomliga krafter. Tetsuharu Komamura, en av de mer andliga i sektens toppskikt, anklagar Daisuke för att utnyttja religion och gud i vinstdrivande syfte. Detta slutar med en konfrontation där Daisuke knivhugger Tetsuharu till döds. Kazuo som är helt övertygad om sin egen gudomlighet har nu full kontroll över sekten och utesluter Gō som fortfarande är fokuserad på att tjäna pengar. Filmens sista scen utspelar sig 5 år senare. Daisuke har avtjänat sitt fängelsestraff för mord och har återförenats med den ursprunglige sektledaren. Tillsammans har de startat en kristen sekt och försöker rekrytera medlemmar.

## Rollista
- Masato Hagiwara - Kazuo Takayama
- Kōji Tamaki - Tetsuharu Komamura
- Takeshi Kitano - Daisuke Shiba
- Masami Shimojō - Ursprungliga sektledaren
- Ittoku Kishibe - Gō
- Aya Kokumai - Tomoko